# Burg Rositen
Die Burg Rositen (lettisch Rēzeknes pilsdrupas) war Sitz einer Vogtei des Livländischen Ordens. Die Ruinen befinden sich im Zentrum von Rēzekne (Lettland), einer Stadt im Zentrum des historischen Lettgallens. Heute sind nur noch Fragmente der Steinmauern und das Fundament auf dem alten Burgberg zu sehen.

## Geschichte

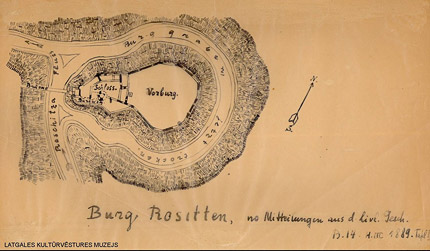
Plan der Burg, 1889

Dieses Gebiet bekam der Orden schon im Jahre 1264 in seinen Machtbereich, woraufhin vermutlich die Burg errichtet wurde. Die Burg liegt an einer von Natur gut geschützten Stelle, wo sich Höhenschutz mit Wasserschutz durch den Rositensche Bach (Rēzekne) ergänzte. Von 1348 bis 1555 sind 17 Vögte namentlich bekannt. Die Burg hatte die Nebenburg Ludsen.
Im Jahr 1558, während des Livländischen Krieges, verpfändete Landmeister Johann Wilhelm von Fürstenberg die Burg an Sigismund II. August. Die Burg wurde später von Truppen  Iwans des Schrecklichens besetzt. Nach dem Krieg war es Teil des Herzogtums Livland. Während des polnisch-schwedischen Krieges wurde die Burg 1601 von schwedischen Truppen besetzt. Während des Zweiten Nordischen Krieges fand 1656 eine Schlacht in der Nähe der Burg statt, und die Burg wurde vollständig zerstört.

## Bauwerk
An der Westseite des Burgberinges lag eine Brücke vor dem Torturm und die Burgstraße führte durch eine runde Vorburg, aus der der Nordost-Flügel der Hauptburg zugänglich war. Nach Süden, zu einem langen Zwinger hin, befinden sich die Reste des breiten runden Hauptturmes. Den zentralen Verteidigungspunkt der Hauptburg bildete ein mächtiger bergfriedartiger Rundturm, der den ganzen westlichen Teil unter seinen Schutz nahm.